# Adolph Price
Adolph Price, född 24 juni 1805 i Köpenhamn, död där 5 februari 1890, var en dansk skådespelare. Han var son till James Price och Hanne Tott, bror till James Price den yngre och far till Juliette Price.
Adolph Price gjorde sig främst känd som pantomimskådespelare vid Frederiksberg Morskabsteater, främst i rollen som Pierrot.